# Jesson Quinart
Jesson Quinart (* 1583; † 28. April 1670 in Reims), auch Jean oder Johanns Quinard genannt, war ein französischer Organist und Komponist.

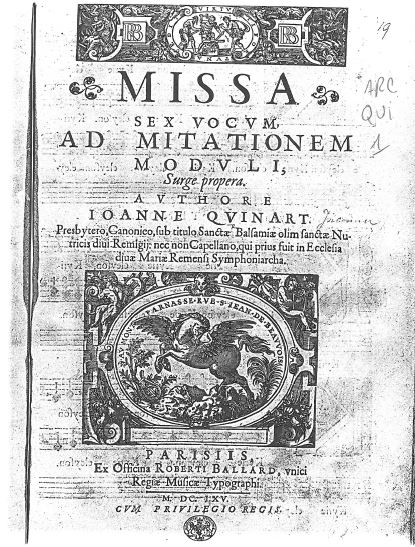
Frontispiz der Missa Surge propera, 1665.

## Leben
Als Chorknabe an der Kathedrale von Reims erfuhr er seine erste musikalische Erziehung. Dort war er bis 1623 Maître de musique, also Kapellmeister. Am 22. November 1606 wurde er außerdem Organist der großen Orgel der Kathedrale. Daneben versah er das Amt eines Diakons und wurde 1624 zum Kanoniker ernannt. Quinart wurde in einer von ihm gestifteten Seitenkapelle in Franziskaner Kirche Sainte-Claire, die in der Französischen Revolution zerstört wurde, beigesetzt.
Quinart hinterließ mehrere Messen, die 1665 gedruckte Missa sex voci ad  Mitationem Moduli ‚Surge propera’, die vierstimmige Messe Columba mea sowie die Vertonungen Dilectus meus und Sonet vox (jeweils sechsstimmig).